# Mirna Doris
Annunziata Chiarelli, conosciuta come Mirna Doris (Napoli, 28 settembre 1940 – Napoli, 27 marzo 2020), è stata una cantante italiana.

## Biografia

### Gli esordi musicali
Nata a Napoli nella zona di Marechiaro il 28 settembre del 1940, la giovane Mirna fu ascoltata da Johnny Lombardi, un commerciante italiano proprietario di supermercati in America, il quale la scelse per incidere la canzone pubblicitaria della sua azienda. Recatasi alla famosa casa discografica Phonotype Record per incidere la canzone, fu ascoltata dal maestro Salvatore Mazzocco, famoso grazie alle sue canzoni proposte al Festival di Napoli e di Sanremo, il quale le diede lezioni.
Nel 1962 partecipa al concorso per Voci Nuove di Castrocaro Terme posizionandosi ottava fra centinaia di concorrenti con le canzoni Il primo mattino del mondo e Mare verde. In particolare grazie all'interpretazione di Mare verde, nella quale mostra una notevole forza espressiva, riscuote l'unanime consenso della stampa: viene quindi messa sotto contratto dalla casa discografica Fonit. Partecipa dunque alla prima edizione della Barca d'oro con il brano, musicato da Mazzocco, Core e penziero. Nel dicembre dello stesso anno si mette in luce al Gran Festival di Piedigrotta, interpretando 'Na vita sola, abbinata alla cantante Rita Morin.
Nel 1963 partecipa alla seconda edizione della Barca d'oro con i brani Non sei tu e Primm'ammore. Nel mese di ottobre debutta al Festival di Napoli, presentando Suonno perduto (con cui ottenne la finale e il decimo posto della classifica generale) e Ricciulella, entrambi musicati dal maestro Mazzocco. Mirna confermò le sue doti di interprete e di cantante, in un'edizione del Festival che vide arrivare al secondo posto il brano Indifferentemente, che diventò in seguito un punto fondamentale del suo repertorio. Nel frattempo partecipa a varie trasmissioni radiofoniche (Album di canzoni, Le nuove canzoni italiane) e televisive (Carnet di musica, Sera di luglio).
Passata alla King, in coppia con Aurelio Fierro duetta al Festival di Napoli 1964 nella canzone Nun m'abbraccià. Nella stessa edizione presenta anche ''Mparame a vulè bene, in abbinamento a Peppino Gagliardi, che però non accede alla finale.
L'anno successivo partecipa con Schiavo d'ammore, in abbinamento con Mario Abbate, e con Dduje giuramente, abbinata a Sergio Bruni, arrivando con entrambi i brani in finale. Dalle due canzoni furono ricavate sceneggiate da lei interpretate, che segnarono l'esordio di Mirna in teatro.
Nel 1966 partecipa anche ad Un disco per l'estate con il brano Tu non meriti, eliminata nella prima fase. Sempre nel '66 presenta Rose d'o mese 'e maggio e Nun m'abbandunà al Festival di Napoli. Il primo brano in abbinamento con Mario Trevi, il secondo con Luciano Tomei. In ottobre, invece, prende parte al Festival di Zurigo con il motivo Io ti perdono. Nello stesso anno partecipa con Diciamoci ciao alla trasmissione di Pippo Baudo Settevoci.
Al Festival di Napoli 1967 canta Nun spezza' 'sta catena in coppia con il giovanissimo Antonio Buonomo (eliminata dalle giurie), e Addio felicità, abbinata al cantante Luciano Tajoli. Abbiamo tanto tempo è invece la canzone con cui partecipa al Festival delle Rose 1967.

### Il successo
Vince il Festival di Napoli 1968 con Core spezzato (in abbinamento con Tony Astarita), con la direzione d'orchestra del maestro Tonino Esposito. Nella stessa edizione presenta anche Ammore 'e Napule, in abbinamento con Claudio Villa, che si qualifica al terzo posto. Il brano vincitore entrò nella hit parade di Tv sorrisi e canzoni, avvenimento insolito per una canzone napoletana; dallo stesso brano venne ricavata una sceneggiata con Mirna nel ruolo di prima attrice. Nello stesso anno riceve a Genova insieme a Massimo Ranieri la Caravella d'oro.
Torna ancora al Festival di Napoli 1969 e lo vince nuovamente con Preghiera a 'na mamma in coppia con Aurelio Fierro. Presenta anche Estate... addio!, in coppia con Gloria Christian che non accede, però, alla serata finale. Nel mese di ottobre varca per la prima volta l'oceano e partecipa alla Carnegie Hall di New York al Festival della canzone napoletana presentato da Mike Bongiorno.
L'anno successivo presenta due canzoni al Festival di Napoli 1970: Chitarra rossa, in abbinamento con Mario Merola, si classificò al quinto posto della classifica finale; venne apprezzata pure la sua interpretazione della più ironica 'A mossa, presentata in abbinamento con Franco Franchi. A Canzonissima 1970 riscuote notevole successo nel primo turno con Verde fiume; nel secondo turno presenta il brano Le rose del cuore.
Dopo aver cambiato casa discografica ed essere passata alla Hello del cantante Luciano Rondinella, nel 1971 partecipa nuovamente a Canzonissima con la classica Core 'ngrato. Salta invece la sua partecipazione al Festival di Napoli con il brano Mandulinata tragica: la manifestazione viene infatti annullata tra mille polemiche. Viene invece invitata a Senza rete, dove canta un medley di successi: I' te vurria vasà, 'O surdato 'nnamurato e Indifferentemente.
Nel 1972 presenta a Canzonissima il brano Venezia nel mio cuore. Sfiora quell'anno la partecipazione al Festival di Sanremo con un brano dal titolo La tua croce. Dal mese di settembre partecipa insieme a numerosi colleghi, tra cui Claudio Villa, Al Bano, Mino Reitano e Iva Zanicchi, al tour itinerante Cantaeuropa, presentato da Alberto Lupo e Romina Power.
Nel 1973 partecipa alla Piedigrotta: Le nuove Canzoni di Napoli, interpretando Core e core. Numerose sono le sue partecipazioni ai programmi televisivi della RAI nello stesso anno e in quello successivo.
Nel 1975 porta in scena con grande successo, accanto a Pino Mauro, la sceneggiata in tre atti Grazie Marì di Alberto Sciotti, ricavata dall'omonima canzone, presentata alla trasmissione RAI Le canzoni del mattino.
Nel 1976, per commemorare la scomparsa del compositore Salvatore Mazzocco, la casa discografica Durium dedica a quest'ultimo l'album La Napoli di Salvatore Mazzocco: cantano Aurelio Fierro, Mirna Doris, Mario Trevi. Nello stesso anno porta in scena con Mario Merola la sceneggiata Mammà e una sua struggente interpretazione di Era de maggio viene inserita nella colonna sonora del film di Bernardo Bertolucci Novecento, per volontà dello stesso regista.
Nel 1979 interpreta, sotto la regia di Roberto De Simone, la bella popolana Caterina in Festa di Piedigrotta, spettacolo scritto nel 1919 da Raffaele Viviani. Nello stesso anno partecipa inoltre alla manifestazione Piedigrotta canora.
Nel 1980 partecipa da guest star alla festa di San Marco Evangelista a Mili San Marco in provincia di Messina. Dal 12 al 19 giugno dello stesso anno partecipa al Teatro Augusteo di Napoli allo spettacolo Napoli in concerto, insieme ad altri artisti come Nunzio Gallo, Miranda Martino, Vittorio Marsiglia e Bruno Venturini.
Il 7 giugno 1981 accompagnata dal maestro Tonino Esposito partecipa a Domenica In presentata da Pippo Baudo e si esibisce in un medley dei seguenti classici napoletani: Palomma 'e notte, Marechiaro, Carulì, Serenata napulitana, Era de maggio.
Nel 1983 partecipa allo sceneggiato di Gennaro Magliulo ed Ettore Massarese Antonio Petito, artista comico, cantando il brano Te voglio bene assaje. Il programma è andato n onda su Rai 2 a partire dal mese di marzo del 1985.
Nel 1984 e nel 1985 partecipa al programma Napoli prima e dopo su Rai 1.
Nel 1989 fa ritorno, dopo molti anni, in sala d'incisione e con la collaborazione del poeta Alberto Sciotti (direttore artistico della Phonotype Record) che ne idealizza il progetto, s'impegna a realizzare una antologia della canzone napoletana in cinque volumi, intitolata "Napoli una donna".  Oltre ai grandi classici della storia della canzone partenopea, la cantante incide, con i nuovi arrangiamenti di Tony Iglio, alcuni brani del suo personale repertorio: Mare verde, Preghiera a 'na mamma, Chitarra rossa, Te desidero, Core spezzato, Malanotte. A questi ci aggiunge due brani di Claudio Mattone: Ancora (il successo del Festival di Sanremo di Eduardo De Crescenzo) e 'A città 'e Pulecenella.
In questi anni Mirna comincia a lavorare nelle televisioni private, incidendo diverse sigle per alcuni programmi, e conducendo lei stessa su Canale 21 nel 1990-1991 una trasmissione sulla città di Napoli, occupandosi degli aspetti culturali, artistici e musicali dei vari rioni.
Nel 1992 festeggia i trent'anni di carriera con un concerto al Teatro Bellini di Napoli, presentato dal suo amico Leopoldo Mastelloni. In una puntata dell'edizione 1992-93 di Domenica In, accompagnata al pianoforte da Toto Cutugno, canta insieme a Pino Mauro, Grazie Marì, successo tratto dall'omonima sceneggiata andata in scena nel 1975.
Nel 1994 torna come ospite alla manifestazione Napoli prima e dopo su Rai 1, interpretando il brano Dicitencelle vuje.

### Il rilancio negli anni '90 e le partecipazioni televisive
A partire dal 1995 la cantante ebbe un nuovo e meritato rilancio grazie a Paolo Limiti che la volle con sé in molte sue trasmissioni per interpretare i classici napoletani. Partecipa dunque tantissime volte tra il 1995 e il 2002 alle trasmissioni pomeridiane Dove sono i Pirenei?, E l'Italia racconta, Ci vediamo in TV, Alle due su Raiuno, Ci vediamo su Raiuno, in onda sulle tre reti Rai, diventando per il pubblico italiano, secondo l'appellativo utilizzato da Limiti, "la talentosa".
Nel 1995 partecipa insieme a Mario Da Vinci, Gianni Nazzaro e Nunzio Gallo con una formazione chiamata Napoli 4 alla seconda edizione di Viva Napoli, presentato da Mike Bongiorno e Mara Venier su Canale 5: il pezzo interpretato, con cui i quattro accedono alla finale della manifestazione, è Ciccio formaggio. L'esperienza viene ripetuta nell'edizione del 1996 di Viva Napoli: con Wess al posto di Gianni Nazzaro i Napoli 4 presentano il pezzo 'A pizza.
Mirna torna a Viva Napoli come cantante solista nell'edizione del 2000, in onda su Rete 4 con la conduzione di Mike Bongiorno e Loretta Goggi, interpretando le canzoni Vieneme 'nzuonno e 'Na sera 'e maggio. Accede alla finale con 'Na sera 'e maggio, ottenendo il terzo posto nella classifica generale della manifestazione. Nello stesso anno partecipa come ospite d'onore a Napoli in piazza Vanvitelli al gran galà Musica Moda, serata presentata da Roberta Capua all'interno della manifestazione Napoli in collina.
Nella stagione teatrale 2000-2001 ritorna alla sceneggiata portando in scena Lacrime napoletane con la regia di Geppy Gleijeses e la partecipazione di Rino Marcelli, Olimpia di Maio e Marilù Prati.
Nell'edizione di Viva Napoli del 2001 Mirna presenta le canzoni Guapparia e 'A canzone 'e Napule. Porta in finale 'A canzone 'e Napule e con la sua appassionata interpretazione riesce a classificarsi al quarto posto, a un passo dal podio.
Nel 2002 viene pubblicato il libro Mirna Doris regina e Reginella. Una grande voce a difesa della tradizione napoletana, biografia dell'artista scritta dai giornalisti del Mattino Pietro Gargano e Gioconda Marinelli, con la prefazione di Paolo Limiti (Adriano Gallina editore). Nello stesso anno Mirna viene chiamata a partecipare anche all'ultima edizione di Viva Napoli, nuovamente in onda su Rete 4 con la conduzione di Mike Bongiorno e Loretta Goggi, e interpreta Torna a Surriento e Simm'e a Napule paisà: con questo ultimo brano accede alla finale e si classifica al terzo posto della classifica generale. Alla fine dello stesso anno Nino D'Angelo, direttore artistico del grande concerto di fine anno di Piazza del Plebiscito a Napoli, sceglie 9 grandi voci femminili per l'evento: Mirna partecipa insieme a Gloriana, Consiglia Licciardi, Angela Luce, Pietra Montecorvino, Antonella Morea, Maria Nazionale, Giulietta Sacco e Valentina Stella.
Nel 2003 partecipa al Teatro Augusteo di Napoli alla festa per il centenario della nascita di Peppino De Filippo, presentata da Pippo Baudo. Durante la serata si esibisce con un'applauditissima interpretazione di Paese mio.
Nel 2004 partecipa alla Stazione marittima di Napoli al grande concerto per festeggiare i 70 anni di Mario Merola.
L'8 settembre 2005 è in concerto al Maschio Angioino di Napoli nell'ambito della quinta edizione della manifestazione InCanto napoletano.

### Il ritiro, il ritorno sulle scene musicali e la morte
Nel dicembre del 2005 ha annunciato il ritiro dalla scena musicale della sua città con quattro ultimi grandi concerti al Teatro Sannazaro. Per fortuna la promessa non sarà mantenuta.
Tra il 2006 e il 2008 porta in scena insieme ad altri 50 artisti il musical Masaniello per la regia di Tato Russo, interpretando il ruolo di Antonietta, la madre di Masaniello. Nel 2008 a Bagnara Calabra le viene conferito il Premio Mia Martini alla carriera.
Torna a esibirsi in concerto a Napoli il 9 aprile 2007 al Salone Margherita, il 22 novembre 2008 al Teatro Bolivar e il 26 maggio 2012 al Teatro Trianon con il recital Maggio si' tu!
Nell'estate del 2012 è ospite di tre puntate della trasmissione di Paolo Limiti E state con noi in tv su Rai 1 durante le quali interpreta Indifferentemente, Tu si 'na cosa grande, Mare verde, Voce 'e notte e Simm'e a Napule paisà. Il 5 dicembre dello stesso anno è ospite in un collegamento da Napoli curato dallo stesso Paolo Limiti in una puntata del programma pomeridiano di La 7 Cristina Parodi Live.
Il 3 dicembre 2014 al Teatro Sannazaro di Napoli ha ricevuto il premio alla carriera nell'ambito della III edizione dell'evento di solidarietà L'arcobaleno napoletano, serata condotta da Nathalie Caldonazzo.
Dopo un periodo di assenza forzata dalle scene musicali per problemi di salute dal 29 maggio al 5 giugno 2015 ha partecipato con grande successo al Festival della Canzone napoletana in crociera - Provocation Tour sulla nave da crociera MSC Divina, manifestazione ideata dal cantante napoletano Mario Da Vinci, scomparso poche settimane prima della sua realizzazione.
Con lo spettacolo Serenata Napulitana, omaggio alla canzone napoletana d’autore di tutti i tempi, è ritornata nuovamente a esibirsi dal vivo l'11 dicembre 2016 al Teatro Delle Palme di Napoli.
Nel marzo del 2017 da un'idea di Giuseppe Recchia, ammiratore e grande amico storico di Annunziata, nasce la pagina ufficiale di Facebook a nome di Mirna Doris, grazie al materiale fotografico di proprietà privata della stessa artista. Nella pagina, il creatore e gestore Giuseppe, ha voluto ripercorrere l'intero percorso artistico e umano di Mirna Doris attraverso una catalogazione del suo materiale fotografico in tanti album-capitoli, una presentazione piuttosto originale della biografia. Il 21 maggio 2017 una serata in suo onore è stata organizzata dall'Associazione Borgo Marechiaro presso il ristorante "Il Giardino" del borgo di Marechiaro. Il 27 maggio 2017 ha partecipato nella Piazzetta del Grande Archivio di Napoli a una performance musicale e teatrale dedicata alla poetica di Totò dal titolo “O' maggio a Totò. Te voglio bbene e t’odio”. Il 17 novembre 2017 partecipa come ospite al Teatro Mediterraneo di Napoli allo spettacolo Eternamente Napoli, dedicato alla memoria del maestro Tonino Esposito, compagno di numerosi suoi concerti e partecipazioni televisive, esibendosi con Indifferentemente. Il 4 dicembre 2017 partecipa come ospite al Teatro Acacia di Napoli a Carosello napoletano: concerto solidale per i bambini dell'ospedale Pausilipon.
Il 6 aprile 2018 si è esibita a Napoli sul palco della Festa del borgo di Marechiaro. Il 29 aprile 2018 partecipa al Teatro Lendi di Sant'Arpino (CE) alla Cerimonia di Premiazione della XX edizione della Rassegna Nazionale di Teatro Scuola PulciNellaMente.
Il 17 maggio del 2019 partecipa, presso il Caffè Teatro Angioino di Napoli, alla serata speciale di festeggiamenti per i dieci anni dell'associazione di solidarietà Accendiamo una stella for you. Il 25 maggio 2019 partecipa a "Napoletanità, Napoli si racconta..." Una serata per la verità - L'Unità d'Italia presso il centro medico "Il tempio della Bellezza" a Napoli: si tratta della sua ultima apparizione in pubblico. L'ultima intervista all'artista è stata realizzata dal regista Salvatore Architravo, nipote di Mario Trevi il 12 novembre 2019, in occasione di uno speciale di Partenope TV dedicato al ricordo di Mario Merola.
Il meglio di sé e della sua espressività canora, la Doris lo raggiunse interpretando il tradizionale repertorio napoletano.
È morta il 27 marzo 2020, per una malattia cardiaca incurabile nella clinica Villa Angela di Napoli dove era ricoverata per problemi diabetici.
Tra i tanti omaggi ricevuti dall'artista, il giorno del decesso di Mirna Doris, il collega ed amico Mario Trevi pubblica sulle sue pagine social una versione inedita di Indifferentemente, registrata l'ultima volta che Trevi e la Doris si sono incontrati in forma privata.

### Omaggi dopo la morte
L'11 ottobre 2020, a pochi passi dalla celebre Fenestella di Marechiaro, su iniziativa dell'Associazione Borgo Marechiaro, del Comune di Napoli, del regista Salvatore Architravo e del collaboratore della Doris, Giuseppe Recchia, viene posta una targa in ricordo di Mirna Doris.. Alla cerimonia della posa prendono parte il Sindaco Luigi De Magistris, l'Assessore Alessandra Clemente, i famigliari della Doris, Mario Trevi, Mario Maglione, il musicista Romeo Barbaro, Lucia Cassini, René Bonante. Il 27 marzo 2021, il primo anniversario della scomparsa viene ricordato con articoli, il documentario Mirna Doris - Regina e Reginella e la posa di un mazzo di fiori, da parte dell'Assessore Alessandra Clemente, durante una breve funzione alla quale partecipano i nipoti della Doris, il collega Mario Trevi, il regista Salvatore Architravo ed il Presidente dell'Associazione Borgo Marechiaro.

## Discografia

### 33 giri
- 1971: Mandulinata tragica (Fonorex, CS 1302)
- 1974: Tre volti di Mirna Doris (Fonorex, VM 1301)
- 1974: Hit parade  (Fonorex, VM 1302)
- 1978: Mirna Doris (Vis Radio, LAEDDD 96904)
- 1980: Int''a 'n'ora Dio lavora (Hello, ZSEL 55468)
- 1981: Era de maggio (Hello, ZSEL 55473)
- 1983: Napulitanamente (Storm, ZSLTM 55483)
- 1983: Core spezzato (Durium, LPS 40174)
- 1983: Che bella città (Sirio, K 00220)
- 1984: Ammore...ammore (Sirio, BK 75916)
- 1989: Napoli...una donna (Phonotype, AZQ 40117)
- 1989: Napoli...una donna vol. 2 (Phonotype, AZQ 40125)
- 1991: Napoli...una donna vol. 3 (Phonotype, AZQ 40137)
- 1992: Napoli...una donna vol. 4 (Phonotype, AZQ 40157)
- 2007: Audizioni Piedigrotta 2007 (La Canzonetta Record FDM391207) con il brano Ammore è sempe ammore

### 45 giri
- 1960: I sing ammore/Ma-ma non mi sgridare più (Universal, DN 31)
- 1960: Ehi tu/Concertino (Universal, DN 32)
- 1961: È stato un sogno/Torna a me (Universal, DN 198)
- 1961: Natale senza mamma/Preghiera d'emigrante (Universal, DN 199)
- 1962: Na vita sola/'A quadriglia 'e zi Carlotta (Fonit, SP 03309)
- 1963: Resta accussì notte napulitana/Sottovoce cha cha cha (Fonit, SPF 31131)
- 1963: Ricciulella/Suonno perduto (Fonit, SPF 31141)
- 1964: 'Mparame a vulè bene/Serenata 'e mezaluna (King, AFK 56029)
- 1964: Nun m'abbraccià/L'eterno caporale (King, AFK 56032; lato A cantato insieme ad Aurelio Fierro; lato B canta Aurelio Fierro)
- 1965: Dduje giuramente/Schiavo d'ammore (Vis Radio, VLMQN 056322)
- 1965: Io ti perdono/È tutta gelosia (Vis Radio, VLMQN 056334)
- 1965: Diciamoci ciao/Dì la verità (Vis Radio, VLMQN 056338)
- 1966: Tu non meriti/La vita (Vis Radio, VLMQN 056345)
- 1966: Rose d'o mese 'e maggio/Buscie d'ammore (Vis Radio, VLMQN 056368)
- 1966: Nun m'abbandunà/Catena 'e Surriento (Vis Radio, VLMQN 056374)
- 1967: Addio felicità/Nun spezzà sta catena (Durium, LdA 7523)
- 1967: Abbiamo tanto tempo/I fiori bianchi (Durium, LdA 7531)
- 1968: Ciao tesoro mio/Rose rose (Durium, LdA 7557)
- 1968: Core spezzato/Ammore 'e Napule (Durium, LdA 7583)
- 1968: Busciardo senza core/Fronna verde (Durium, LdA 7628)
- 1969: Preghiera a 'na mamma/Estate...addio! (Durium, LdL 7644)
- 1970: Chitarra rossa/Catena amara (SDM, SD 102)
- 1970: 'A mossa/Simpaticona mia (SDM, SD 103)
- 1970: Maria d''e mimose/Chi cerca trova (Sidi, SI 13001)
- 1970: Verde fiume/Le rose del cuore (Sidi, SI 13002)
- 1970: Ragazzo blu/La fiaba di Marechiaro (Sidi, SI 13003)
- 1971: Core 'ngrato/I' te vurria vasà (Hello, HR 9074A)
- 1971: Mandulinata tragica/Core e core (Fonorex, SE 13001)
- 1972: Venezia nel mio cuore/La tua croce (Fonorex, SE 13002)
- 1973: Te desidero/Alta società (Presence, PLP 5106)
- 1973: Una calda estate/Malanotte (Presence, PLP 5107)